# 鄭錦滿
鄭錦滿（英語：Alvin Cheng Kam-mun，1988年6月23日—），綽號四眼哥哥，香港政治人物，曾為熱血公民成員，「熱血公民」第一屆副主席。生於中國潮州。因2014年雨傘革命期間於金鐘「拆大台」以及創立社運組織「學生前線」，揚言拆大台時會「以武抗暴」而為人所熟悉，鄭錦滿於2021年4月開始經營物流搬運公司。

## 經歷

### 赴澳洲求學
鄭錦滿自稱在2008年起投入社民連活動，以及2009年11月底開始的反高鐵運動，因被家人擔心安全，而被安排於2009年7月到澳洲留學。鄭錦滿自稱要自行負擔學費和生活費，曾做過飲食、清潔和運輸的工作，甚至曾每天早上先到麵包店工作，中午到酒樓，晚上則到餐館，每天做三份兼職，但仍然奮力完成學業。

### 參與雨傘革命
2014年9月28日，香港爆發雨傘革命。留學澳洲昆士蘭科技大學的鄭錦滿聲稱得悉有學生抗爭者被捕，決定返回香港。11月初，鄭爲趁布里斯本二十國集團峰會期間向中國共產黨總書記習近平示威，趕回澳洲布里斯本。11月16日，鄭錦滿等香港留學生在集團峰會會場外的South Bank Parkland Suncorp Piazza旁邊草地，組織了四小時集會以聲援雨傘革命，大量香港、台灣和中國大陸留學生參與。鄭錦滿於集會過後，隨即返回香港繼續投身雨傘革命。
11月21日，鄭錦滿內的百名網民因不滿有團體企圖主導群眾自發的佔領運動，而到金鐘「拆大台」。鄭於發言中呼籲雙學（香港專上學生聯會和學民思潮）與民眾對話及解散糾察隊，同時批評「和理非非」（和平、理性、非暴力、非粗口）的抗爭手法不切實際，期間被人強行拉下台受輕傷。
12月11日，鄭錦滿於住所被警方以「參與或煽動他人參與非法集結」罪名拘捕；26日提堂，法庭拒絕其保釋，需還押監房。2015年1月8日鄭錦滿在九龍城警署「踢保」成功，獲無條件釋放，但警方對他們表示，若有足夠證據或會再拘捕。

### 成立學生前線
2014年12月6日，鄭錦滿為對抗「大台霸權」創立學生前線，在學聯與學民思潮放風退場後，宣稱會「以武制暴」，「縱使大家都退場，依然會堅守佔領陣地」，並於12月9日雙學表明退意的翌日，於12月10日表示「放棄抵抗，保存實力」而撤離。及後於2015年3月2日，宣布解散學生前線，並告誡各界社運人士不應迷信「學生組織」。

### 參與鳩嗚行動
雨傘革命完結後，鄭錦滿繼續參與社會抗爭運動。2014年平安夜，群眾到旺角參與「鳩嗚行動」，警方實施人潮管制。事件中，鄭錦滿於現場拉開封鎖線，並衝出馬路，被警方控以一項「阻差辦公」罪。由於鄭在雨傘革命旺角清場時，已被控阻撓執達吏工作，需以「不可前往旺角指定範圍」為擔保條件；基於此前設，裁判官以違反上述擔保條件為由，要求5萬元保釋金、禁足旺角，並即時還押。2015年8月20日，鄭錦滿被判囚21日。 另外鄭錦滿與另外16名被告亦被控告另一條藐視法庭罪，鄭錦滿承認控罪，高等法院在2017年3月30日判鄭錦滿入獄三個月，法官拒絕其保釋申請需即時入獄。

### 發動「香港圖書館戰爭」
自2006年始，香港康文署使用公帑於公共圖書館購入60萬本簡化字書籍，不少為歌頌中共的兒童政治讀本。2016年4月2日，鄭錦滿在Facebook專頁上載名為「香港圖書館戰爭  自發將『殘體書』下架抗洗腦」的短片，片中將簡化書扔進垃圾桶、塞進書架後的縫隙，或藏於滅火器櫃子，並呼籲守護香港價值的市民到圖書館把染紅簡化字圖書自行下架，期望做到遍地開花。
2016年4月6日，鄭錦滿在港島筲箕灣街站附近被捕，被控「不誠實使用電腦」及「盜竊」罪。
2017年3月20日，鄭錦滿正式被警方落案控以「盜竊罪」，3月24日在九龍城裁判法院提堂，之後鄭錦滿於5月12日否認盜竊罪，鄭後被控一項盜竊罪，9月19日在九龍城法院被裁定罪名成立，罰款3,000元。

### 香港理工大學衝突
2019年6月開始反對逃犯條例修訂草案運動，11月17日發生香港理工大學衝突，為數過千的學生、救援人員及示威者被警方圍困在香港理工大學內，糧盡援絕，連日有被困者嘗試逃出校外，鄭錦滿參與協助救出被困者。11月20日早上約8時鄭錦滿在尖沙咀暢運道其中一個地面渠口被警方發現，連同其餘五人當場被拘捕。鄭錦滿被控以暴動罪及妨礙司法公正，並在11月21日晚上於北角警署以現金一千元保釋外出。2023年1月14日在區域法院被裁定暴動罪成，同年2月11日被判入獄3年8個月。 2025年6月23日刑滿出獄，同一天亦是其生日。

## 選舉

### 2016年立法會選舉
2016年2月鄭錦滿在社交網站宣布正式加入熱血公民。
2月29日，夥同黃洋達等熱血公民成員召開記者會，表示有意考慮以熱血公民身份參選2016年香港立法會選舉，並很大機會於港島區出選。
7月16日與鍾琬媛合組一名單，在東區法院大樓正式報名參加立法會香港島選區地區直選，鄭錦滿是首位簽署擁護《基本法》反港獨確認書的本土派候選人。
8月1日鄭錦滿獲得參選資格。
9月4日選舉日得到22555張選票，當屆港島立法會議席共有六席，鄭錦滿名單排名第八而落選，之後鄭松泰在9月14日任命鄭錦滿為熱血公民副主席，直至2020年2月29日。

### 2020年立法會選舉
在2020年4月29日在網台熱血時報節目《熱血政治》中，鄭錦滿宣佈會積極考慮與莊芷茵組成選舉名單在香港島選區出選。於2020年7月18日在中環碼頭海傍召開記者會宣佈正式參選，名單中以莊芷茵排首位，鄭錦滿為名單第二位。
2020年7月30日，鄭錦滿接獲時任香港島選區選舉主任黃智華通知其選舉提名無效，同日亦有另外11名非建制派參選者亦收到同樣通知。 2020年7月31日，行政長官林鄭月娥宣佈因2019冠狀病毒病疫情（COVID-19）肆虐影響公眾安全，引用《香港法例》第241章《緊急情況規例條例》，押後至2021年9月5日才選行立法會選舉。。